# Albo d'oro del campionato ungherese di calcio
La pagina elenca le squadre vincitrici del massimo livello del campionato ungherese di calcio, istituito per la prima volta nel 1901.

## Albo d'oro
| Anno      | Vincitore                                                  | Secondo                                                    | Terzo                                                      | Capocannoniere                                                                            |
| --------- | ---------------------------------------------------------- | ---------------------------------------------------------- | ---------------------------------------------------------- | ----------------------------------------------------------------------------------------- |
| 1901      | Budapesti TC (1)                                           | Magyar Úszó Egylet                                         | Ferencváros                                                | Miltiades Manno (Budapesti FC) (17)                                                       |
| 1902      | Budapesti TC (2)                                           | Ferencváros                                                | 33 FC                                                      | Miltiades Manno (Budapesti FC) (10)                                                       |
| 1903      | Ferencváros (1)                                            | BTC Budapesti                                              | MTK Budapest                                               | Jenő Károly (MTK Budapest) (15)                                                           |
| 1904      | MTK Budapest (1)                                           | Ferencváros                                                | BTC Budapesti                                              | József Pokorny (Ferencváros) (16)                                                         |
| 1905      | Ferencváros (2)                                            | Postás SE                                                  | MTK Budapest                                               | Jenő Károly (MTK Budapest) (23)                                                           |
| 1906-1907 | Ferencváros (3)                                            | Magyar AC                                                  | MTK Budapest                                               | Béla Kelemen (Magyar AC) (21)                                                             |
| 1907-1908 | MTK Budapest (2)                                           | Ferencváros                                                | Magyar AC                                                  | Gyula Vangel (Magyar AC) (21)                                                             |
| 1908-1909 | Ferencváros (4)                                            | Magyar AC                                                  | BTC Budapesti                                              | Imre Schlosser (Ferencváros) (30)                                                         |
| 1909-1910 | Ferencváros (5)                                            | MTK Budapest                                               | Nemzeti Budapest                                           | Imre Schlosser (Ferencváros) (18)                                                         |
| 1910-1911 | Ferencváros (6)                                            | MTK Budapest                                               | Törekvés                                                   | Imre Schlosser (Ferencváros) (38)                                                         |
| 1911-1912 | Ferencváros (7)                                            | MTK Budapest                                               | Budapesti AK                                               | Imre Schlosser (Ferencváros) (34)                                                         |
| 1912-1913 | Ferencváros (8)                                            | MTK Budapest                                               | BTC Budapesti                                              | Imre Schlosser (Ferencváros) (33)                                                         |
| 1913-1914 | MTK Budapest (3)                                           | Ferencváros                                                | Törekvés                                                   | Imre Schlosser (Ferencváros) (21)                                                         |
| 1914-1915 | Campionati non ufficiali                                   | Campionati non ufficiali                                   | Campionati non ufficiali                                   |                                                                                           |
| 1916-1917 | MTK Budapest (4)                                           | Törekvés                                                   | Újpest                                                     | Imre Schlosser (Ferencváros) (38)                                                         |
| 1917-1918 | MTK Budapest (5)                                           | Ferencváros                                                | Törekvés                                                   | Alfréd Schaffer (MTK Budapest) (42)                                                       |
| 1918-1919 | MTK Budapest (6)                                           | Ferencváros                                                | Újpest                                                     | Alfréd Schaffer (MTK Budapest) (41)                                                       |
| 1919-1920 | MTK Budapest (7)                                           | Kispest                                                    | Ferencváros                                                | György Orth (MTK Budapest) (28)                                                           |
| 1920-1921 | MTK Budapest (8)                                           | Újpest                                                     | Ferencváros                                                | György Orth (MTK Budapest) (21)                                                           |
| 1921-1922 | MTK Budapest (9)                                           | Ferencváros                                                | Újpest                                                     | György Orth (MTK Budapest) (26)                                                           |
| 1922-1923 | MTK Budapest (10)                                          | Újpest                                                     | Ferencváros                                                | István Priboj (Újpest) (25)                                                               |
| 1923-1924 | MTK Budapest (11)                                          | Ferencváros                                                | Újpest                                                     | József Jeszmás (Újpest) (15)                                                              |
| 1924-1925 | MTK Budapest (12)                                          | Ferencváros                                                | Vasas                                                      | György Molnár (MTK Budapest) (21)                                                         |
| 1925-1926 | Ferencváros (9)                                            | MTK Budapest                                               | Vasas                                                      | József Takács (Vasas) (29)                                                                |
| 1926-1927 | Ferencváros (10)                                           | Újpest                                                     | Hungária MTK                                               | László Horváth (III Kerulet FC) (14)                                                      |
| 1927-1928 | Ferencváros (11)                                           | Hungária MTK                                               | Újpest                                                     | József Takács (Ferencváros) (31)                                                          |
| 1928-1929 | Hungária MTK (13)                                          | Ferencváros                                                | Újpest                                                     | József Takács (Ferencváros) (41)                                                          |
| 1929-1930 | Újpest (1)                                                 | Ferencváros                                                | Hungária MTK                                               | József Takács (Ferencváros) (40)                                                          |
| 1930-1931 | Újpest (2)                                                 | Hungária MTK                                               | Ferencváros                                                | Jenő Vincze (Bocskai FC) (20)                                                             |
| 1931-1932 | Ferencváros (12)                                           | Újpest                                                     | Hungária MTK                                               | József Takács (Ferencváros) (42)                                                          |
| 1932-1933 | Újpest (3)                                                 | Hungária MTK                                               | Ferencváros                                                | Pál Jávor (Újpest) (31)                                                                   |
| 1933-1934 | Ferencváros (13)                                           | Újpest                                                     | Bocskay                                                    | Géza Toldi (Ferencváros) (24)                                                             |
| 1934-1935 | Újpest (4)                                                 | Ferencváros                                                | Hungária MTK                                               | Laszlo Cseh (MTK Budapest) (23)                                                           |
| 1935-1936 | Hungária MTK (14)                                          | Újpest                                                     | Ferencváros                                                | György Sárosi (Ferencváros) (36)                                                          |
| 1936-1937 | Hungária MTK (15)                                          | Ferencváros                                                | Újpest                                                     | Laszlo Cseh (MTK Budapest) (36)                                                           |
| 1937-1938 | Ferencváros (14)                                           | Újpest                                                     | Hungária MTK                                               | Gyula Zsengellér (Újpest) (31)                                                            |
| 1938-1939 | Újpest (5)                                                 | Ferencváros                                                | Hungária MTK                                               | Gyula Zsengellér (Újpest) (56)                                                            |
| 1939-1940 | Ferencváros (15)                                           | Hungária MTK                                               | Újpest                                                     | György Sárosi (Ferencváros) (23)                                                          |
| 1940-1941 | Ferencváros (16)                                           | Újpest                                                     | Szeged                                                     | György Sárosi (Ferencváros) (29)                                                          |
| 1941-1942 | Csepel (1)                                                 | Újpest                                                     | Szolnoki MÁV FC                                            | György Kalmár (Szeged) (35)                                                               |
| 1942-1943 | Csepel (2)                                                 | Nagyváradi                                                 | Ferencváros                                                | Jenő Jenőfi (Vasas) (26) Gyula Zsengellér (Újpest) (26)                                   |
| 1943-1944 | Nagyváradi AC (1)                                          | Ferencváros                                                | Kolozsvár AC                                               | Gyula Zsengellér (Újpest) (33)                                                            |
| 1945      | Újpest (6)                                                 | Ferencváros                                                | Csepel                                                     | Gyula Zsengellér (Újpest) (36)                                                            |
| 1945-1946 | Újpest (7)                                                 | Vasas                                                      | Csepel                                                     | Ferenc Deák (Szentlorinc) (66)                                                            |
| 1946-1947 | Újpest (8)                                                 | Kispest                                                    | Vasas                                                      | Ferenc Deák (Szentlorinc) (48)                                                            |
| 1947-1948 | Csepel (3)                                                 | Vasas                                                      | Ferencváros                                                | Ferenc Puskás (Honvéd) (50)                                                               |
| 1948-1949 | Ferencváros (17)                                           | MTK Budapest                                               | Kispest                                                    | Ferenc Deák (Ferencváros) (59)                                                            |
| 1949-1950 | Honvéd (1)                                                 | Ferencváros                                                | Budapesti Textiles                                         | Ferenc Puskás (Honvéd) (31)                                                               |
| 1950      | Honvéd (2)                                                 | Budapesti Textiles                                         | Újpest                                                     | Ferenc Puskás (Honvéd) (25)                                                               |
| 1951      | Budapesti Bástya (16)                                      | Honvéd                                                     | Újpest                                                     | Sándor Kocsis (Honvéd) (30)                                                               |
| 1952      | Honvéd (3)                                                 | Budapesti Bástya                                           | Újpest                                                     | Sándor Kocsis (Honvéd) (36)                                                               |
| 1953      | Vörös Lobogó (17)                                          | Honvéd                                                     | Vasas                                                      | Ferenc Puskás (Honvéd) (27)                                                               |
| 1954      | Honvéd (4)                                                 | Vörös Lobogó                                               | Kinizsi                                                    | Sándor Kocsis (Honvéd) (33)                                                               |
| 1955      | Honvéd (5)                                                 | Vörös Lobogó                                               | Kinizsi                                                    | Zoltán Czibor (Honvéd) (20) Ferenc Machos (Honvéd) (20)                                   |
| 1956      | Non terminato a causa della Rivoluzione ungherese del 1956 | Non terminato a causa della Rivoluzione ungherese del 1956 | Non terminato a causa della Rivoluzione ungherese del 1956 |                                                                                           |
| 1957      | Vasas (1)                                                  | MTK Budapest                                               | Újpest                                                     | Gyula Szilágyi (Vasas SC) (17)                                                            |
| 1957-1958 | MTK Budapest (18)                                          | Honvéd                                                     | Ferencváros                                                | Zoltán Friedmanszky (Ferencváros) (16) János Molnár (MTK Budapest) (16)                   |
| 1958-1959 | Csepel (4)                                                 | MTK Budapest                                               | Honvéd                                                     | Tivadar Monostori (Dorog) (15) Róbert Kisuczky (Csepel SC) (15) Lajos Tichy (Honvéd) (15) |
| 1959-1960 | Újpest (9)                                                 | Ferencváros                                                | Vasas                                                      | Flórián Albert (Ferencváros) (27)                                                         |
| 1960-1961 | Vasas (2)                                                  | Újpest                                                     | MTK Budapest                                               | Flórián Albert (Ferencváros) (21) Lajos Tichy (Honvéd) (21)                               |
| 1961-1962 | Vasas (3)                                                  | Újpest                                                     | Ferencváros                                                | Lajos Tichy (Honvéd) (23)                                                                 |
| 1962-1963 | Ferencváros (18)                                           | MTK Budapest                                               | Újpest                                                     | Ferenc Bene (Újpest Dózsa) (23)                                                           |
| 1963      | Győri ETO (1)                                              | Honvéd                                                     | Ferencváros                                                | Lajos Tichy (Honvéd) (13)                                                                 |
| 1964      | Ferencváros (19)                                           | Honvéd                                                     | Tatabánya                                                  | Lajos Tichy (Honvéd) (28)                                                                 |
| 1965      | Vasas (4)                                                  | Ferencváros                                                | Újpest                                                     | Flórián Albert (Ferencváros) (27)                                                         |
| 1966      | Vasas (5)                                                  | Ferencváros                                                | Tatabánya                                                  | János Farkas (Vasas SC) (25)                                                              |
| 1967      | Ferencváros (20)                                           | Újpest                                                     | Rába ETO                                                   | Antal Dunai (Újpest Dózsa) (36)                                                           |
| 1968      | Ferencváros (21)                                           | Újpest                                                     | Vasas                                                      | Antal Dunai (Újpest Dózsa) (31)                                                           |
| 1969      | Újpest (10)                                                | Honvéd                                                     | Ferencváros                                                | Ferenc Bene (Újpest Dózsa) (27)                                                           |
| 1970      | Újpest (11)                                                | Ferencváros                                                | Honvéd                                                     | Antal Dunai (Újpest Dózsa) (14)                                                           |
| 1970-1971 | Újpest (12)                                                | Ferencváros                                                | Vasas                                                      | Mihály Kozma (Honvéd) (25)                                                                |
| 1971-1972 | Újpest (13)                                                | Honvéd                                                     | Salgótarján                                                | Ferenc Bene (Újpest Dózsa) (29)                                                           |
| 1972-1973 | Újpest (14)                                                | Ferencváros                                                | Vasas                                                      | Ferenc Bene (Újpest Dózsa) (23)                                                           |
| 1973-1974 | Újpest (15)                                                | Ferencváros                                                | Rába ETO                                                   | Mihály Kozma (Honvéd) (27)                                                                |
| 1974-1975 | Újpest (16)                                                | Honvéd                                                     | Ferencváros                                                | Ferenc Bene (Újpest Dózsa) (20) Mihály Kozma (Honvéd) (20)                                |
| 1975-1976 | Ferencváros (22)                                           | Videoton                                                   | Újpest                                                     | László Fazekas (Újpest Dózsa) (19)                                                        |
| 1976-1977 | Vasas (6)                                                  | Újpest                                                     | Ferencváros                                                | Béla Váradi (Vasas SC) (36)                                                               |
| 1977-1978 | Újpest (17)                                                | Honvéd                                                     | MTK Vörös Meteor                                           | László Fazekas (Újpest Dózsa) (24)                                                        |
| 1978-1979 | Újpest (18)                                                | Ferencváros                                                | Diósgyőr                                                   | László Fekete (Újpest Dózsa) (31)                                                         |
| 1979-1980 | Honvéd (6)                                                 | Újpest                                                     | Vasas                                                      | László Fazekas (Újpest Dózsa) (36)                                                        |
| 1980-1981 | Ferencváros (23)                                           | Tatabánya                                                  | Vasas                                                      | Tibor Nyilasi (Ferencváros) (30)                                                          |
| 1981-1982 | Győri ETO (2)                                              | Ferencváros                                                | Tatabánya                                                  | Péter Hannich (Rába ETO Gyori) (22)                                                       |
| 1982-1983 | Győri ETO (3)                                              | Ferencváros                                                | Honvéd                                                     | Lajos Dobány (Pécs, Haladás) (23)                                                         |
| 1983-1984 | Honvéd (7)                                                 | Rába ETO                                                   | Videoton                                                   | József Szabó (Videoton) (19)                                                              |
| 1984-1985 | Honvéd (8)                                                 | Rába ETO                                                   | Videoton                                                   | Lajos Détári (Honvéd) (18) József Kiprich (Tatabánya) (18)                                |
| 1985-1986 | Honvéd (9)                                                 | Pécs                                                       | Rába ETO                                                   | Lajos Détári (Honvéd) (27)                                                                |
| 1986-1987 | MTK Vörös Meteor (19)                                      | Újpest                                                     | Tatabánya                                                  | Lajos Détári (Honvéd) (19)                                                                |
| 1987-1988 | Honvéd (10)                                                | Tatabánya                                                  | Újpest                                                     | Béla Melis (Debrecen) (19)                                                                |
| 1988-1989 | Honvéd (11)                                                | Ferencváros                                                | MTK Vörös Meteor                                           | Tamás Petres (Videoton) (19)                                                              |
| 1989-1990 | Újpest (19)                                                | MTK Vörös Meteor                                           | Ferencváros                                                | József Dzurják (Ferencváros) (18)                                                         |
| 1990-1991 | Honvéd (12)                                                | Ferencváros                                                | Pécs                                                       | József Gregor (Honvéd) (15)                                                               |
| 1991-1992 | Ferencváros (24)                                           | Dunakanyar-Vác                                             | Kispest                                                    | Pál Fischer (Siófoki Bányász) (16) Ferenc Orosz (Váci Izzó) (16)                          |
| 1992-1993 | Kispest (13)                                               | Dunakanyar-Vác                                             | Ferencváros                                                | László Répási (Vác-Samsung) (16)                                                          |
| 1993-1994 | Vác-Samsung (1)                                            | Kispest                                                    | Békéscsaba                                                 | Béla Illés (Kispest, Honvéd Budapest) (17)                                                |
| 1994-1995 | Ferencváros (25)                                           | Újpest                                                     | Debrecen                                                   | Sándor Preisinger (Zalaegerszegi TE) (21)                                                 |
| 1995-1996 | Ferencváros (26)                                           | BVSC Budapest                                              | Újpest                                                     | Ihor Ničenko (Stadler FC, Ferencváros) (18)                                               |
| 1996-1997 | MTK Budapest (20)                                          | Újpest                                                     | Ferencváros                                                | Béla Illés (MTK Hungária) (23)                                                            |
| 1997-1998 | Újpest (20)                                                | Ferencváros                                                | Vasas                                                      | Krisztián Tiber (Gázszer FC) (20)                                                         |
| 1998-1999 | MTK Hungária (21)                                          | Ferencváros                                                | Újpest                                                     | Béla Illés (MTK Hungária) (22)                                                            |
| 1999-2000 | Dunaújváros (1)                                            | MTK Hungária                                               | Vasas                                                      | Attila Tököli (Dunaferr FC Dunaújváros) (22)                                              |
| 2000-2001 | Ferencváros (27)                                           | Dunaújváros                                                | Vasas                                                      | Péter Kabát (Vasas SC) (24)                                                               |
| 2001-2002 | Zalaegerszeg (1)                                           | Ferencváros                                                | MTK Hungária                                               | Attila Tököli (Dunaferr FC Dunaújváros) (28)                                              |
| 2002-2003 | MTK Hungária (22)                                          | Ferencváros                                                | Debrecen                                                   | Krisztián Kenesei (Zalaegerszegi TE) (23)                                                 |
| 2003-2004 | Ferencváros (28)                                           | Újpest                                                     | Debrecen                                                   | Mihály Tóth (FC Sopron) (17)                                                              |
| 2004-2005 | Debrecen (1)                                               | Ferencváros                                                | MTK Budapest                                               | Tomáš Medveď (Lombard-Pápa) (18)                                                          |
| 2005-2006 | Debrecen (2)                                               | Újpest                                                     | Fehérvár                                                   | Péter Rajczi (Újpest FC) (23)                                                             |
| 2006-2007 | Debrecen (3)                                               | MTK Budapest                                               | Zalaegerszeg                                               | Péter Bajzát (Gyori ETO) (18)                                                             |
| 2007-2008 | MTK Budapest (23)                                          | Debrecen                                                   | Győri ETO                                                  | Róbert Waltner (Zalaegerszeg) (18)                                                        |
| 2008-2009 | Debrecen (4)                                               | Újpest                                                     | Haladás                                                    | Péter Bajzát (Gyori ETO) (20)                                                             |
| 2009-2010 | Debrecen (5)                                               | Videoton                                                   | Győri ETO                                                  | Nemanja Nikolić (Kaposvár,Videoton) (18)                                                  |
| 2010-2011 | Videoton (1)                                               | Paks                                                       | Ferencváros                                                | André Alves (Videoton) (24)                                                               |
| 2011-2012 | Debrecen (6)                                               | Videoton                                                   | Győri ETO                                                  | Adamo Coulibaly (Debrecen) (20)                                                           |
| 2012-2013 | Győri ETO (4)                                              | Videoton                                                   | Honvéd                                                     | Adamo Coulibaly (Debrecen) (18)                                                           |
| 2013-2014 | Debrecen (7)                                               | Győri ETO                                                  | Ferencváros                                                | Nemanja Nikolić (Videoton) (18) Attila Simon (Paks) (18)                                  |
| 2014-2015 | Videoton (2)                                               | Ferencváros                                                | MTK Budapest                                               | Nemanja Nikolić (Videoton) (21)                                                           |
| 2015-2016 | Ferencváros (29)                                           | Videoton                                                   | Debrecen                                                   | Dániel Böde (Ferencváros) (17)                                                            |
| 2016-2017 | Honvéd (14)                                                | Videoton                                                   | Vasas                                                      | Márton Eppel (Honvéd) (16)                                                                |
| 2017-2018 | Videoton (3)                                               | Ferencváros                                                | Újpest                                                     | Davide Lanzafame (Honvéd) (18)                                                            |
| 2018-2019 | Ferencváros (30)                                           | Fehérvár                                                   | Debrecen                                                   | Filip Holender (Honvéd) (16) Davide Lanzafame (Honvéd) (18)                               |
| 2019-2020 | Ferencváros (31)                                           | MOL Fehérvár                                               | Puskás Akadémia                                            | András Radó (Zalaegerszeg) (13)                                                           |
| 2020-2021 | Ferencváros (32)                                           | Puskás Akadémia                                            | MOL Fehérvár                                               | János Hahn (Paks) (22)                                                                    |
| 2021-2022 | Ferencváros (33)                                           | Kisvárda                                                   | Puskás Akadémia                                            | Martin Ádám (Paks) (31)                                                                   |
| 2022-2023 | Ferencváros (34)                                           | Kecskemét                                                  | Debrecen                                                   | Barnabás Varga (Paks) (26)                                                                |
| 2023-2024 | Ferencváros (35)                                           | Paks                                                       | Puskás Akadémia                                            | Barnabás Varga (Ferencváros) (20)                                                         |

## Numero di titoli vinti
| Club            | Titoli | Anni |
| --------------- | ------ | --- |
| Ferencváros     | 35     | 1903, 1905, 1906-1907, 1908-1909, 1909-1910, 1910-1911, 1911-1912, 1912-1913, 1925-1926, 1926-1927, 1927-1928, 1931-1932, 1933-1934, 1937-1938, 1939-1940, 1940-1941, 1948-1949, 1962-1963, 1964, 1967, 1968, 1975-1976, 1980-1981, 1991-1992, 1994-1995, 1995-1996, 2000-2001, 2003-2004, 2015-2016, 2018-2019, 2019-2020, 2020-2021, 2021-2022, 2022-2023, 2023-2024 |
| MTK Budapest    | 23     | 1904, 1907-1908, 1913-1914, 1916-1917, 1917-1918, 1918-1919, 1919-1920, 1920-1921, 1921-1922, 1922-1923, 1923-1924, 1924-1925, 1928-1929, 1935-1936, 1936-1937, 1951, 1953, 1957-1958, 1986-1987, 1996-1997, 1998-1999, 2002-2003, 2007-2008 |
| Újpest          | 20     | 1929-1930, 1930-1931, 1932-1933, 1934-1935, 1938-1939, 1945, 1945-1946, 1946-1947, 1959-1960, 1969, 1970, 1970-1971, 1971-1972, 1972-1973, 1973-1974, 1974-1975, 1977-1978, 1978-1979, 1989-1990, 1997-1998 |
| Honvéd          | 14     | 1949-1950, 1950, 1952, 1954, 1955, 1979-1980, 1983-1984, 1984-1985, 1985-1986, 1987-1988, 1988-1989, 1990-1991, 1992-1993, 2016-2017 |
| Debrecen        | 7      | 2004-2005, 2005-2006, 2006-2007, 2008-2009, 2009-2010, 2011-2012, 2013-2014 |
| Vasas           | 6      | 1957, 1960-1961, 1961-1962, 1965, 1966, 1976-1977 |
| Csepel          | 4      | 1941-1942, 1942-1943, 1947-1948, 1958-1959 |
| Győri ETO       | 4      | 1963, 1981-1982, 1982-1983, 2012-2013 |
| Fehérvár        | 3      | 2010-2011, 2014-2015, 2017-2018 |
| BTC Budapesti   | 2      | 1901, 1902 |
| Zalaegerszeg    | 1      | 2001-2002 |
| Dunaújváros     | 1      | 1999-2000 |
| Dunakanyar-Vác  | 1      | 1993-1994 |
| Nagyváradi (RO) | 1      | 1943-1944 |